# Singles of the 90s
«Singles of the 90s» (с англ. — «Синглы 90-х») — сборник шведской группы Ace of Base, вышедший 28 декабря 1999 года в Европе, Азии и Африке.
Сборник содержит несколько новых песен — это «C’est la Vie (Always 21)», «Hallo Hallo», «Love in December», песню с американского издания альбома Flowers «Everytime It Rains», а также старые хиты группы. Клип на песню «C’est la Vie (Always 21)» был снят в родном городе группы — Гётеборге.
Альбом был продан тиражом 1,5 миллионов копий по всему миру, включая 114 010 проданных копий в Японии; в Дании сборник получил золотой статус. Американская версия альбома под названием «Greatest Hits» была выпущена 18 апреля 2000 года. Американская версия не содержала новых песен и в Америке была продана в очень малом количестве.

## Список композиций альбома
| №   | Название                                   | с альбома                   | Длительность |
| --- | ------------------------------------------ | --------------------------- | ------------ |
| 1.  | «C’est La Vie (Always 21)»                 | новый трек                  | 3:26         |
| 2.  | «The Sign»                                 | Happy Nation (U.S. Version) | 3:09         |
| 3.  | «Beautiful Life»                           | The Bridge                  | 3:40         |
| 4.  | «Hallo Hallo»                              | новый трек                  | 2:51         |
| 5.  | «Always Have, Always Will»                 | Flowers                     | 3:44         |
| 6.  | «Love in December»                         | новый трек                  | 4:00         |
| 7.  | «All That She Wants»                       | Happy Nation                | 3:30         |
| 8.  | «Living in Danger» (single remix)          | Happy Nation (U.S. Version) | 3:10         |
| 9.  | «Everytime It Rains» (radio edit)          | Cruel Summer                | 3:55         |
| 10. | «Don’t Turn Around»                        | Happy Nation (U.S. Version) | 3:48         |
| 11. | «Cruel Summer» (Big Bonus Mix)             | Flowers                     | 4:06         |
| 12. | «Happy Nation» (radio edit)                | Happy Nation                | 3:32         |
| 13. | «Lucky Love»                               | The Bridge                  | 2:52         |
| 14. | «Never Gonna Say I’m Sorry» (long version) | The Bridge                  | 6:33         |
| 15. | «Life Is a Flower»                         | Flowers                     | 3:44         |
| 16. | «Wheel of Fortune» (7" Mix)                | Happy Nation                | 3:40         |

- Японский релиз включал бонусный трек — «Megamix (Long Version)».

## Синглы
- «C'est La Vie (Always 21)»
- «Love in December»
- «Hallo Hallo»

## Чарты
| Чарты                   | Лучшая позиция |
| ----------------------- | -------------- |
| Австрийский альбом-чарт | 32             |
| Финский альбом-чарт     | 29             |
| Французский альбом-чарт | 25             |
| Немецкий альбом-чарт    | 21             |
| Японский альбом-чарт    | 23             |
| Норвежский альбом-чарт  | 35             |
| Испанский альбом-чарт   | 24             |
| Швейцарский альбом-чарт | 14             |
| Шведский альбом-чарт    | 36             |
| Английский альбом-чарт  | 62             |